# Графство Ринек
Графството Ринек (на немски: Grafschaft Rieneck) е през Средновековието територия на Свещената Римска империя в днешна Долна Франкония в Бавария, Германия и е собственост на графовете на Ринек. Съществува от преди 1100 – 1408, 1673 – 1806 г.
През 1168 г. граф Лудвиг I фон Лоон избира за център на господството си замък Ринек и селището Ринек, които скоро се определят като графство Ринек. Замъкът Ринек („castrum Rinecke“), построен през 1150 г., е една от най-важните крепости в регион Вюрцбург. Седалището на графството от средата на 13 век е дворецът в Лор ам Майн, построен през 1340 г. от граф Герхард V фон Ринек.
Графството е през 1559 г. към Курфюрство Майнц, 1815 г. на Кралство Бавария.
- Замък Ринек
- Дворец Лор